# Едвін Персі Філліпс
Едвін Персі Філліпс (англ. Edwin Percy Phillips; 18 лютого 1884, Кейптаун — 12 квітня 1967, там же) — південноафриканський ботанік і систематик, відомий монументальною роботою «Роди квіткових рослин Південної Африки» (Genera of South African Flowering Plants), яка опублікована у 1926 році.

## Освіта
Філліпс навчався у Південноафриканському коледжі (Університет Кейптауна), де його керівником був професор Генрі Гарольд Велч Пірсон, отримавши ступінь бакалавра в 1903 році, ступінь магістра в 1908 році і в 1915 докторський ступінь за трактат про флору плато Лерібе у Лесото.

## Робота
Досліджував флору Південної Африки. Описав понад 450 нових таксонів. У ботанічній (бінарній) номенклатурі ці назви доповнюються скороченням E.Phillips. У 1907 працює у гербарії у Південноафриканському музеї, згодом стає куратором гербарію. У 1911 році працює у польових умовах на плато Лерібе у Лесото. З 1918 куратор Національного гербарію у Преторії.

## Епоніми
На його честь названо кілька видів рослин:
- Agathosma phillipsii Dümmer, 1920
- Chenopodium phillipsianum Aellen, 1928
- Cliffortia phillipsii Weim., 1933
- Cyphia phillipsii E.Wimm., 1968
- Erica phillipsii L.Bolus, 1929
- Leucadendron phillipsii Hutch.
- Metalasia phillipsii L.Bolus, 1927
- Salsola phillipsii Botsch., 1973

## Родина
Він був сином Ральфа Едвардса Філліпса і Едіт Мінні Краудер. Одружився з Едіт Ізабель Доусон у 1912 році. У них було 2 дочки. Дружина померла у 1948 році. Він одружився по-друге на Сьюзен Крієль у 1949 році. На честь дружини назвав рід рослин Susanna (зараз синонім до Amellus) з родини складноцвітих (Asteraceae).